# Meringopus coronadoae
Meringopus coronadoae är en stekelart som beskrevs av Dmitriy R. Kasparyan och Ruiz-cancino 2005. Meringopus coronadoae ingår i släktet Meringopus och familjen brokparasitsteklar. Inga underarter finns listade i Catalogue of Life.